# Pensioenmiljoenen
Pensioenmiljoenen is een boek met het historische verslag van het ontstaan en de strijd om Nederlandse havenpensioengelden. Op 11 juni 2015 nam Tweede Kamerlid Pieter Omtzigt woedend het eerste exemplaar in ontvangst. Het werd door de Stichting Belangenbehartiging Pensioengerechtigden van de Vervoer- en Havenbedrijven (SBPVH) aan alle pensioengerechtigden en huidige havenwerkers toegestuurd, inclusief een dvd met als titel: put the money back. In de begeleidende brief schrijven de bestuurders van SBPVH dat het boek een diepgravend geschiedenisboek is. Het is in opdracht van SBPVH geschreven door journalist Frank de Kruif en historicus Sjaak van der Velde. De ondertitel van het boek is: De strijd om het pensioengeld van de havens.

## Opbouw
Het boek bevat twaalf hoofdstukken. Daarna de foto's van enkele hoofdrolspelers en een nawoord met als vraag: "Eind goed al goed?". Vervolgens is er nog een Tijdlijn en een afdeling Noten. De laatste bladzijde geeft de illustratieverantwooring en de colofon.

## Hoofdpersonen
- Joop Verroen. Vakbondsman. Overleden in de Dominicaanse Republiek op 19 juni 1999.[2]
- Ludo Jansen. Werkgeversman die veel optrok met Joop.[3]
- Pierre Vinken, de voorzitter van Optas die  december 2005 in het geniep de statuten liet wijzigen, Optas verkocht aan Aegon en 1 miljard gulden achterliet ten behoeve van de Stichting Ammodo.[4]
- Niek Stam. Nam het actievoeren over van Joop Verroen.[5]
- Ton Jansen, nam het stokje over van naamgenoot Ludo. Overleden in 2012.[6]
- Pieter Omtzigt, betrokken Tweede Kamerlid.[7]

## Achtergrond
Van 1960 tot 2010 is het aantal werknemers in de Nederlandse havens met 50% gedaald. De goederenoverslag is in die periode vervijfvoudigd. Slimme vakbondsvertegenwoordigers en werkgevers zagen in de jaren zestig van de twintigste eeuw die trend zich ontwikkelen. Het eerste containerschip op 3 mei 1966. De oplossing zou worden de VUT, waarmee grote arbeidsonrust is voorkomen.

## Samenvatting
Het PVH (Pensioenfonds voor de Vervoer-en Havenbedrijven) heeft in 1980 een dekkingsgraad van 200%. Met dat geld wordt meerdere keren een laatste beslissende geldelijke bijdrage geleverd aan een cao-afspraak over vervroegde uittreding.
Maar zowel vakbondsbestuurders en werkgevers begrijpen dat dit niet zo verder kan. De PVH wordt in 1998 op afstand gezet en ondergebracht in de reeds bestaande verzekeraar Optas, die de pensioenen van het kantoorpersoneel al regelde. Pensioenbetalingen door een verzekeringsmaatschappij. Dat resulteerde in een onafhankelijk bestuur en een "beklemd vermogen" van bijna  500 miljoen euro. Bovendien vielen alle havenwerkers opeens onder het regime van een beschikbare-premieregeling.
Verzekeraar Optas ontwikkelt zich tot een succesvol beleggingsbedrijf, zo succesvol dat de bestuurderen het betreuren dat ze geen beleggingsfonds zijn. Maar toch ziet de kleine verzekeraar problemen voor de toekomst. Na een mislukte flirt met Aegon wordt het bedrijf op 15 maart 2007 aan de vooravond van de Kredietcrisis alsnog overgenomen door Aegon. Inclusief het verder gegroeide beklemd vermogen van 768 miljoen euro voor 1,3 miljard.
Intussen had Pierre Vinken op 16 december 2005 reeds het beklemd vermogen statutair weggemoffeld uit de nieuwe statuten. De Stichting kan het vermogen aanwenden op een wijze die de stichting goeddunkt. In het onderhavige geval richt Optas de Stichting Ammodo op. Toezichthouder op de pensioenen De Nederlandsche Bank liet niets van zich horen. Er volgde een wetswijziging.
Intussen hebben de vakbondsleden in de haven niet stil gezeten. Ze hebben begrepen dat de pensioengelden te veel op afstand waren geplaatst. Ze voeren harde actie tegen Aegon en Optas om in ieder geval het beklemde vermogen terug te krijgen ter verbetering van de havenpensioenen. De internationale en vooral de Amerikaanse vakbonden worden ingezet in de strijd tegen Aegon. Harry Slinger komt vanuit Amsterdam te hulp gesneld. Uiteindelijk betaalt Optas 500 miljoen en Aegon 188 miljoen voor verbetering van de havenpensioenen. Op 13 januari 2015 gaat de rechtbank in Rotterdam akkoord en daarna de betrokken havenwerkers.
De succesvolle belegger Optas heeft Nederland uit het niets een Stichting Ammodo geschonken met ruim een miljard euro in kas. De havenwerkers hebben ternauwernood hun eigen beklemd vermogen terugveroverd. Meer zat er niet in en Pieter Omtzigt blijft woedend.

### Reactie overheid middels nieuwe wetgeving
Minister Donner kwam op 10 december 2007 met een brief aan de Tweede Kamer waarin hij voor toekomstige gevallen een wetswijziging aankondigt, die De Nederlandsche Bank verplicht om in dergelijke gevallen een verklaring van geen bezwaar af te geven bij statutenwijzigingen. Kernpunt voor het ingrijpen was dat de onderhavige pensioenstichting zelf haar statuten mocht wijzigen volgens de rechtbank te Den Haag. Die laatste maatregel leidde tot reeksen van nieuwe rechtbankprocedures bij de overgang van de havenpensioenen van Optas naar Aegon, zoals hieronder beschreven in het laatste item, culminerend in een uitspraak van de rechtbank te Rotterdam op 26 februari 2021, waar werd besloten dat De Nederlandsche Bank haar toezicht anders moest invullen. Dit alles onder vernietiging van het door De Nederlandsche Bank genomen goedkeuringsbesluit.

## Slotalinea en tevens analyse van de auteurs
De lucht is opgefrist nu de werknemers en de werkgevers in de haven in eendrachtige samenwerking 688 miljoen euro aan 'pensioenmiljoenen' hebben teruggehaald. Dat is geen geringe prestatie. Het is meer dan de meer dan 1 miljard gulden  die er in de spaarpot zat toen het fonds op afstand werd gezet. Het is evenzeer minder dan de 768 miljoen euro die de pot bevatte toen hij in handen van Aegon kwam. En veel minder dan de 1 miljard euro die achterblijft bij de nazaten van de Stichting Optas.
Of het glas daarmee half leeg is, of half vol, blijft een kwestie van perceptie.

## Geschrapte alinea van Pieter Omtzigt
De uitgever schrapte onderstaande alinea van Tweede Kamerlid Pieter Omtzigt uit het boek.
Diep in mijn hart vind ik dat de haven te weinig heeft gekregen. De Stichting Ammodo speelt mooi weer en reikt prachtige prijzen uit, maar niet met geld dat van die mensen is. Ik ben helemaal voor privaat initiatief, en ook voor goede doelen en cultuur, maar deze pensioenpremies zijn betaald door de werkgevers en de werknemers in de havensector om er pensioen van te maken. Dus moet het aan pensioenen worden uitgegeven. Dat dit niet gebeurt, vind ik nog steeds pijnlijk.

## Onafhankelijkheid van de auteurs
De auteurs wijzen er zelf op in hun voorwoord dat de deuren bij de Stichting Optas en haar rechtsopvolger gesloten bleven. De Stichting Ammodo moest tegen de zin van de auteurs buiten het boek worden gehouden als uitvloeisel van de afspraken tussen partijen. De schrijvers geven dan ook zelf aan dat hun boek niet de definitieve geschiedschrijving is van de strijd om de havenmiljoenen.

## Nasleep
De aangekondigde volledige overname door Aegon van de dochteronderneming, het pensioenfonds Optas, zorgde voor hernieuwde opschudding. Florence Schoonderwoerd, voormalig juridisch medewerker van het havenpensioenfonds PHV en Optas, vroeg op persoonlijke titel aan de rechter haar opgebouwde pensioen inclusief indexatierechten te beschermen. De solvabiliteitsratio van Optas was met 721% duidelijk hoger dan de 186% van Aegon. De rechter verwierp haar eis op 21 februari 2019. Ook De Nederlandsche Bank moest zich nog uitspreken. Dit was het directe gevolg van de eerdere omzetting van havenpensioenrechten naar een cultuurstichting. Nadat De Nederlandsche Bank toestemming had verleend, werd de fusie per 1 april 2019 van kracht. Florence Schoonderwoerd eiste hierop inzage in het goedkeuringsbesluit en kreeg deze inzage in een voorlopige voorziening onder last van een dwangsom toegewezen op 12 juli 2019. FNV Havens probeerde toen alsnog samen met Schoonderwoerd op te trekken tegen De Nederlandsche Bank. Toen dat niet lukte, werd besloten wel het besluit van De Nederlandsche Bank aan te vechten middels vakbondsleden die op persoonlijke titel op tijd bezwaar hadden gemaakt, hetgeen de FNV zelf verzuimd had. De stellingname van de FNV was:
DNB stelt dat FNV Havens namens de leden van de Sectorraad Havens te laat bezwaar heeft aangetekend op de beslissing van DNB.
FNV Havens heeft bezwaar gemaakt tegen het besluit van DNB om de fusie tussen OPTAS en AEGON goed te keuren. DNB heeft dit gedaan zonder verdere voorwaarden te stellen waardoor de belangen van de polishouders onvoldoende veilig gesteld zijn. Volgens DNB is dit bezwaar te laat binnengekomen en daardoor niet ontvankelijk. Wij zijn het daar niet mee eens. In onze ogen speelt DNB een bedenkelijke rol in dit fusieproces. Wij waren in afwachting van een bericht van DNB aan FNV Havens over hun beslissing. DNB heeft er echter bewust voor gekozen om FNV Havens niet formeel van hun besluit op de hoogte te stellen, zodat DNB nu kan zeggen dat wij te laat zijn voor het indienen van een bezwaar op de beslissing van DNB.
Op 6 september schreven de FNV en De Nederlandsche Bank twee afzonderlijke brieven aan de vaste Kamercommissie inzake het toezicht van De Nederlandsche Bank bij de fusie Optas/Aegon. Op 9 oktober 2019 vond alsnog een hoorzitting plaats bij De Nederlandsche Bank dankzij de leden van de FNV die wel op tijd bezwaar hadden gemaakt. In een afzonderlijke procedure verweet de FNV De Nederlandsche Bank haar niet op de hoogte te hebben gesteld van het goedkeuringsbesluit. De Nederlandsche Bank wilde niet op het verzoek van de FNV ingaan, waarop de vakbond naar de bestuursrechter stapte. Bovendien kon de fusie worden geblokkeerd door een kwart van de polishouders. De Nederlandsche Bank weigerde verder onderzoek. Dit schuurde te meer omdat destijds na de verduistering via de Stichting Ammodo juist aan De Nederlandsche Bank rechten werden toegekend om de pensioendeelnemers bescherming te bieden. Advocaat Frank van Schaik verklaarde dat een bezwaarmakende deelnemer de fusie jaren kon tegenhouden. Op 3 februari 2020 stelde Pieter Omtzigt dan ook 15 Kamervragen die hij binnen drie weken beantwoord wenste te zien. Wouter Koolmees gaf op 30 maart antwoord.
Op 4 december 2020 dienden er twee rechtszaken van de FNV en de werkgevers en een van individuele vakbondsleden, die allebei werden aangespannen tegen de fusiegoedkeuring door De Nederlandsche Bank. De FNV en de werkgevers werden niet tot de procedure toegelaten wegens termijnoverschrijding. De bestuursrechter te Rotterdam beloofde binnen 6 weken uitspraak te doen. Op 18 februari was er nog geen vonnis gepubliceerd. Op 26 februari vernietigde de rechtbank het toestemmingsbesluit van De Nederlandsche Bank, omdat polishouders belanghebbenden waren.
De Nederlandsche Bank ging in beroep bij de hoogste rechter, het College van Beroep voor het bedrijfsleven, dat op 14 december 2021 uitspraak deed. Het ingestelde beroep werd verworpen en De Nederlandsche Bank werd veroordeeld tot het betalen van de proceskosten. De polishouders werden bevestigd in hun persoonlijk belang bij de fusie tussen Aegon en Optas, waarbij de fiscale vrijstelling van Optas zou sneuvelen. De zaak werd terugverwezen naar de rechtbank te Rotterdam. Deze rechtbank veroordeelde op 13 februari 2023 De Nederlandsche Bank in deze kwestie. De bank had de fusiepartners opdracht moeten geven hun polishouders beter te informeren.
Op 9 april 2024 keurde het Gerechtshof te Den Haag in hoger beroep de fusie alsnog goed. FNV Havens wist na deze definitieve juridische nederlaag met de rechtsopvolger van Aegon ASR nog een beperkte compensatie van ruim 12 miljoen uit te onderhandelen. Pensioenadvocaat Florence Schoonderwoerd heeft nog een laatste cassatie lopen bij de Hoge Raad in 2025. De advocaat-generaal keurde adviserend aan de Hoge Raad de fusie goed.